# Wanda Wulz
Wanda Wulz (Trieste, 25 de julio de 1903 – ibíd. 16 de abril de 1984) fue una fotógrafa experimental italiana. Uno de los ejemplos grandes de sus trabajos es el autorretrato fusionado con la imagen de un gato.
Tanto su abuelo Giuseppe Wulz, como su padre Carlo Wulz fueron fotógrafos. Ambos hicieron tomas en acontecimientos sociales y fotoretratos de artistas amigos e intelectuales locales. Wulz empezó su carrera fotografiando músicos, bailarines, y actores de Trieste. En el año 1930 hizo una exposición en Roma, donde exhibió seis de sus fotografías.
Se unió al movimiento futurista en 1932, luego de reunirse con Filippo Tommaso Marinetti en una exposición de arte. Avanzada la década de 1930, su fotografía incorporaba imágenes superpuestas y en movimiento. Hacia fines de esa década, abandonó el movimiento futurista.

## Más información
- Rosenblum, Naomi. A History of Women Photographers. Nueva York: Abbeville, 1994.

- Datos: Q4018082